# Integrale funzionale
L'integrazione funzionale è un insieme di risultati matematici e fisici in cui il dominio di un integrale non è più una regione di spazio, ma uno spazio di funzioni. Negli integrali funzionali insorge una probabilità legata allo studio delle equazioni alle derivate parziali e nell'approccio di Feynman per la meccanica quantistica la probabilità è legata alle particelle e ai campi. In pratica Feynman formulò i seguenti postulati:
1. La probabilità per ogni evento è data dal modulo quadro di un'ampiezza di probabilità in campo complesso.
2. La ampiezza di probabilità del verificarsi di un evento si valuta sommando tutte le possibili evoluzioni del sistema nel tempo.
3. Il contributo probabilistico di ogni possibile evoluzione del sistema è proporzionale a {\displaystyle e^{iS/\hbar }}, dove{\displaystyle \hbar } è la costante di Planck ridotta ed S è l'azione legata a quella particolare dinamica, che non è altro che l'integrale sul tempo dell'equazione Lagrangiana.

Al fine di trovare tutte le possibili ampiezze di probabilità per un dato processo, bisogna sommare, o integrare, l'ampiezza del postulato 3 sullo spazio di tutte le possibili evoluzioni del sistema nel tempo tra lo stato iniziale e quello finale, incluse quelle evoluzioni che sono considerate assurde secondo gli standard classici. Nel calcolare l'ampiezza per una singola particella nell'andare da un punto all'altro in un tempo dato, sarebbe corretto includere le evoluzioni nelle quali la particella descrive curve elaborate, evoluzioni in cui esce fuori nello spazio esterno e rientra ancora, e così via. L'integrale sul cammino le include tutte. Non solo, esso assegna a tutte loro, non importa quanto bizzarre, ampiezze di uguale grandezza; variano solo la fase, o l'argomento del numero complesso. 
Il processo d'integrazione consiste nel sommare i valori della funzione integranda in ogni punto del dominio di integrazione. Facendo questa procedura rigorosa richiede una procedura di limitazione, in cui è suddiviso il dominio di integrazione in regioni sempre più piccole. Per ogni piccola regione di integrazione il valore della funzione integranda "non può variare molto" in modo tale che i valori della funzione possono essere sostituiti da un unico valore. In un integrale funzionale il dominio di integrazione è uno spazio di funzioni. 
L'integrazione funzionale è stato sviluppata da PJ Daniell in un documento del 1919 e da Wiener in una serie di suoi studi i quali si conclusero con delle pubblicazioni del 1921 relative al moto browniano. Feynman ha sviluppato un altro integrale funzionale, gli integrali sui cammini, utile per calcolare le proprietà quantistiche dei sistemi. 
L'integrazione funzionale è fondamentale per le tecniche di quantizzazione in fisica teorica.

## L'integrale sui cammini
L'integrale sui cammini rappresenta una formulazione della meccanica quantistica che descrive la teoria quantistica generalizzando il principio di azione della meccanica classica. Esso rimpiazza la classica nozione di una singola e unica storia di un dato sistema con una somma, o integrale funzionale, estesa a una infinità di possibili storie, legate a infiniti modi di raggiungere una stessa configurazione quantistica, per il calcolo dell'ampiezza di probabilità.
L'integrale sui cammini è stato sviluppato da Richard Feynman nel 1948. Alcuni concetti preliminari emersero già anni prima, nel corso della sua tesi di dottorato elaborata col professore John Archibald Wheeler.
Questa formulazione si è dimostrata cruciale per lo sviluppo seguente della fisica teorica, fornendo le basi per l'elaborazione del gruppo di rinormalizzazione che unificò la teoria quantistica dei campi con la meccanica statistica. Realizzando il fatto che l'equazione di Schrödinger è essenzialmente una equazione di diffusione con una costante di diffusione immaginaria, l'integrale di percorso è un metodo per l'enumerazione dei cammini casuali. Per questa ragione gli integrali di percorso sono stati utilizzati anche nello studio del moto browniano e della diffusione, prima della loro introduzione in meccanica quantistica.
{\displaystyle \int _{-\infty }^{+\infty }\ldots \int _{-\infty }^{+\infty }\ \mathrm {e} ^{{\frac {i}{\hbar }}\int H(x_{1},\dots ,x_{n-1},t)\,\mathrm {d} t}\,\mathrm {d} x_{1}\cdots \mathrm {d} x_{n-1}}
dove {\displaystyle H} è l'intera storia in quale gli zig-zag della particella dalla sua posizione iniziale a quella finale sono linearmente tra tutti i valori di 
{\displaystyle x_{j}=x(j\Delta t).}
Nel limite di {\displaystyle n} che tende a infinito, questo diventa un integrale funzionale.
Questo limite, comunque, non esiste per i più importanti sistemi quanto-meccanici, gli atomi, a causa della singolarità del potenziale coulombiano {\displaystyle e/r} nell'origine.
Il problema venne risolto nel 1979 da H. Duru e Hagen Kleinert scegliendo {\displaystyle \Delta t} proporzionale a {\displaystyle r} e passando a nuove coordinate la cui lunghezza al quadrato è uguale a {\displaystyle r}
(Trasformazioni di Duru-Kleinert).